# 12e étape du Tour d'Italie 2009
Pour un article plus général, voir Tour d'Italie 2009.
La 12e étape du Tour d'Italie 2009, s'est déroulée le 21 mai 2009. Ce contre-la-montre, long de 61,5 km reliait Sestri Levante à Riomaggiore. Le Russe Denis Menchov s'est montré le plus rapide.

## Classement de l'étape
| 1. | Denis Menchov     | Rabobank                                          | en | 1 h 34 min 29 s |
| 2. | Levi Leipheimer   | Astana                                            | +  | 20 s            |
| 3. | Stefano Garzelli  | Acqua & Sapone-Caffè Mokambo                      |    | 1 min 03 s      |
| 4. | Janez Brajkovič   | Astana                                            |    | 1 min 14 s      |
|    | Franco Pellizotti | Liquigas                                          |    | 1 min 27 s      |
|    | Danilo Di Luca    | LPR Brakes-Farnese Vini                           |    | 1 min 54 s      |
| 5. | Bradley Wiggins   | Garmin-Slipstream                                 |    | 1 min 59 s      |
| 6. | Gabriele Bosisio  | LPR Brakes-Farnese Vini                           |    | 2 min 04 s      |
| 7. | José Serpa        | Serramenti PVC Diquigiovanni - Androni Giocattoli |    | 2 min 13 s      |
| 8. | Marzio Bruseghin  | Lampre-NGC                                        |    | 2 min 17 s      |

## Classement général
| 1. | Denis Menchov     | Rabobank                                          | en | 50 h 27 min 17 s |
|    | Danilo Di Luca    | LPR Brakes-Farnese Vini                           | +  | 34 s             |
| 2. | Levi Leipheimer   | Astana                                            |    | 40 s             |
|    | Franco Pellizotti | Liquigas                                          |    | 2 min 00 s       |
| 3. | Carlos Sastre     | Cervélo TestTeam                                  |    | 2 min 52 s       |
| 4. | Michael Rogers    | Columbia-High Road                                |    | 2 min 59 s       |
| 5. | Ivan Basso        | Liquigas                                          |    | 3 min 00 s       |
| 6. | Gilberto Simoni   | Serramenti PVC Diquigiovanni - Androni Giocattoli |    | 4 min 38 s       |
| 7. | Marzio Bruseghin  | Lampre-NGC                                        |    | 5 min 26 s       |
| 8. | Thomas Lövkvist   | Columbia-High Road                                |    | 5 min 53 s       |

## Classements annexes
| Classement             | Coureur            | Total             |
| ---------------------- | ------------------ | ----------------- |
| Points                 | Danilo Di Luca     | 107 pts           |
| Montagne               | Stefano Garzelli   | 49 pts            |
| Sprints Intermédiaires | Giovanni Visconti  | 13 pts            |
| Équipe                 | Astana             | 150 h 45 min 11 s |
| Équipe par points      | Columbia-High Road | 258 pts           |
| Jeune                  | Thomas Lövkvist    | 50 h 33 min 10 s  |
| Échappée               | Mauro Facci        | 364 km            |
| Combativité            | Stefano Garzelli   | 29 pts            |
| Azzurri d'Italia       | Danilo Di Luca     | 11 pts            |